# James Alexander Lougheed
Pour les articles homonymes, voir Lougheed.
Sir James Alexander Lougheed (1er septembre 1854-2 novembre 1925) est un homme politique canadien de l'Alberta. Il est sénateur fédéral libéral-conservateur de la division sénatoriale albertaine d'Alberta de 1889 à 1925. Il est ministre dans les cabinets des premiers ministres Robert Borden.

## Biographie
Né à Tullamore (en) dans le comté de Chinguacousy (en), aujourd'hui intégré à Brampton, dans le Canada-Ouest, Lougheed s'installe à Weston dans le grand Toronto avec sa famille lorsqu'il est enfant. Il fréquente la King Street Public School et la Weston High School (en). Il fréquente ensuite l'Université de Toronto et la Osgoode Hall Law School de Toronto d'où il gradue et est nommé solliciteur en 1881, En 1887, il crée son cabinet d'avocat avec Peter McCarthy et est nommé au Conseil de la Reine en 1889.
En 1882, il s'installe avec son frère à Winnipeg au Manitoba et ensuite à Medicine Hat dans les Territoires du Nord-Ouest via la principale ligne de chemin de fer du Canadien Pacifique. Il s'installe ensuite à Calgary.
Il débute un cabinet d'avocat à Calgary dans le domaine de l'immobilier et du transport avec le CP comme l'un de ses principaux clients. Il investit aussi dans l'immobilier et ouvre une firme de courtage. Le Lougheed Building de Calgary est sauvé de la démolition par le Canadien Pacifique (The Grand (en)) en 2004.
En 1891, il érige la maison Lougheed qui est maintenant un site historique de Beltline (en) de Calgary.

### Carrière politique
Lougheed est membre du Parti conservateur dès son établissement à Toronto et fait campagne pour John A. Macdonald. En 1889, il remplace l'oncle de son père, Richard Hardisty (en), au Sénat du Canada. Il occupe le poste de sénateur pendant 35 ans et supporte les intérêts de l'ouest canadien. Il passe les 30 années suivantes entre Ottawa et Calgary.
Dans le but de protéger ses intérêts légaux, il engage un jeune avocat du Nouveau-Brunswick, R. B. Bennett (futur premier ministre du Canada) et le fait venir à Calgary en 1897. Les deux travaillent ensemble pendant 20 ans jusqu'à une dispute acrimonieuse causant une rupture de leur association.
Durant les années 1890, Lougheed émerge comme le principal porte-parole de l'Ouest au Sénat. Il rappelle constamment la réalité dans les territoires et plus tard provinces de l'ouest dans la chambre haute. De façon énergique, il était contre la création de la province de l'Alberta, car il considérait qu'il valait mieux conserver le statut de territoire avec les Territoires du Nord-Ouest que de devenir une province et se voir imposer des lois archaïques sur l'éducation.
Il devient leader de l'opposition au Sénat en 1909.
À la suite de l'élection de 1911, il devient représentant du gouvernement au Sénat et ministre sans portefeuille dans le gouvernement de Robert Borden. En 1915, il est président de la Commission des Hôpitaux militaires et est fait chevalier en recevant l'ordre de Saint-Michel et Saint-Georges par George V en 1916. Il est le seul Albertain à avoir reçu cet honneur.
Avec la création d'un gouvernement unioniste, Lougheed obtient le poste de ministre du Rétablissement des soldats à la vie civile en 1918. En 1920, il est ministre des Mines, ministre de l'Intérieur et surintendant-général aux Affaires indiennes dans le gouvernement d'Arthur Meighen jusqu'à la défaite conservatrice en 1921.
Il redevient chef de l'opposition au Sénat et occupe cette position jusqu'à son décès en 1925.
Lougheed est un conservateur rigide sur plusieurs points. Il adopte un point de vue patriarcal et solidaire avec les peuples autochtones. Malgré cette vision, il s'insurge avec R. B. Bennett d'une décision du Stampede de Calgary de refuser l'accès à six nations autochtones en 1912. Il est aussi un adhérant strict des Actes de l'Amérique du Nord britannique, est contre le vote des femmes, contre les innovations sociales et voyait l'avenir du Canada comme nation subordonnée de l'Empire britannique.
Lougheed était également un homme d'affaires prospère dans le domaine de l'immobilier, de journaux et d'entreprise à Calgary. Lorsque l'Alberta devient une province, il considère que le gouvernement provincial et non le fédéral devait avoir le contrôle de toutes les richesses naturelles. Cette argument a été repris lorsque son petit-fils, Peter Lougheed, devient premier ministre de l'Alberta durant les années 1970 et 1980.

### Mort
Sir James Lougheed meurt d'une pneumonie à l'Ottawa Civic Hospital et est inhumé à lUnion Cemetery in Calgary.

## Honneur
Plusieurs lieux sont nommés en son honneur dont:
- Le Lougheed et le mont Lougheed (en) en Alberta
- L'île Lougheed dans le Nunavut
- La maison Lougheed, lieu historique national de Calgary
- Le Lougheed Block, lieu historique provincial de l'Alberta dans le centre-ville de Calgary
- Sir James Lougheed, une école pour garçons du sud-ouest de Calgary